# Benito Coll
Benito Coll y Altabás (Binéfar, Huesca; 1858-Binéfar; 1930) fue un  filólogo, pionero en el estudio y recopilación de la lengua aragonesa.
Formó parte de la constitución del Estudio de Filología de Aragón (EFA) y llevó a cabo distintos trabajos lexicográficos que fueron premiados en las ediciones de 1901, 1902 y 1903 de los Juegos Florales de Zaragoza, proporcionando en ellos algunos de los escasos testimonios en la época de la realidad trilingüe de la provincia de Huesca. Fue asimismo autor, en 1902, del primer mapa filológico altoaragonés.
Abogado de profesión, en el terreno de la filología fue autodidacta, lo cual no le impidió mantener correspondencia con personalidades como Ramón Menéndez Pidal, que recabó de él datos lingüísticos del Alto Aragón, y Jean-Joseph Saroïhandy, descubridor científico del aragonés.
En la introducción de sus trabajos incluyó lo que se puede considerar un primer esbozo de la gramática, fonética y morfosintaxis del aragonés, de cuya unidad lingüística estaba convencido, siendo firmemente partidario de la creación de una Academia para esta lengua.

## Obra
- Colección de voces usadas en la Litera
- Colección de voces del dialecto alto-aragonés
- Colección de refranes, modismos y frases usadas en el Alto-Aragón
- Colección de voces alto-aragonesas

Benito Coll solo vería publicada la primera de estas obras, que se incluyó en El Diccionario Aragonés. Colección de voces para su formación. Trabajos premiados en los Juegos Florales de la Ciudad de Zaragoza en 1901. Zaragoza, Imprenta del Hospicio Provincial, 1902.
Las Colecciones de voces del dialecto alto-aragonés y voces alto-aragonesas (excepto su apéndice), fueron publicadas por el Estudio de Filología de Aragón, por entregas, en el Boletín Oficial de la Provincia de Zaragoza entre 1918 y 1923.
El libro de José Luis Aliaga Jiménez Las lenguas de Aragón en el primer tercio del siglo veinte. Vol. 1. Inéditos, rarezas y caras B recoge la Colección de refranes, modismos y frases usadas en el Alto-Aragón, el apéndice de la Colección de voces alto-aragonesas y el mapa filológico del Alto Aragón.